# Aglossosia deceptans
Aglossosia deceptans är en fjärilsart som beskrevs av George Francis Hampson 1914. Aglossosia deceptans ingår i släktet Aglossosia och familjen björnspinnare. Inga underarter finns listade i Catalogue of Life.